# Tempo-Team (uitzendbureau)
Tempo-Team is een Nederlands uitzendbureau. Het bureau is in grootte de tweede van Nederland. 

## Geschiedenis
Het bureau werd in 1960 opgericht door Marinus Spruijtenburg. Spruijtenburg was eigenaar van het marketingbureau De Mutator (handel in adressenbestanden) en sloot rond 1960 een franchise overeenkomst met Manpower Inc USA om onder de naam Manpower een uitzendketen op te zetten in Nederland. De zaken gingen voortvarend en om niet langer de enorme franchise fee te hoeven betalen sloot hij rond 1969/1970 een nieuwe overeenkomst waarbij deze verplichtingen werden afgekocht en hij als volledig eigenaar het bedrijf onder een andere naam voort kon zetten. Zo werden in één lang weekend alle Manpower vestigingen omgedoopt tot Uitzendbureau Tempo-Team, met uitzondering van de oudste Manpowervestiging aan de Nieuwezijds-Voorburgwal te Amsterdam.
Tempo-Team werd in 1984 voor een relatief laag bedrag overgenomen door Randstad Holding. Daar kreeg David van Gelder de opdracht om Tempo-Team naast Randstad als tweede merk te positioneren. In 2008 heeft Tempo-Team in Nederland de activiteiten van Vedior overgenomen. 